# Pawilon Smoków (Sanssouci)

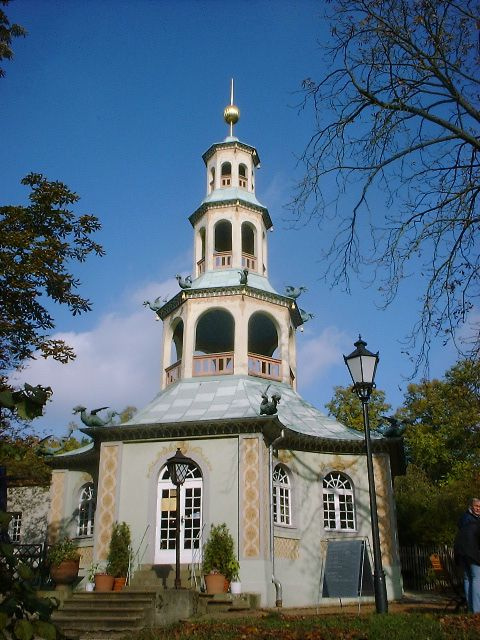
Pawilon Smoków w parku Sanssouci

Pawilon Smoków (niem. Drachenhaus) – pawilon ogrodowy w stylu chinoiserie w północnej części parku Sanssouci w Poczdamie. Wybudowany w latach 1770-1772 przez Karla von Gontarda na zlecenie króla Prus Fryderyka II Wielkiego. 

## Historia
Pawilon wzniesiono w latach 1770-72 na południowym stoku wzgórza Klausberg. Była to druga budowla na terenie parku Sanssouci, po pawilonie chińskim, wzniesiona w stylu wschodnioazjatyckim. Projekt powierzono Carlowi von Gontardowi, który stworzył budynek w formie pagody, zgodnie z ówczesną modą na chinoiserie. Pawilon wzorowany był na kantońskiej pagodzie Ta-Ho, której rysunek opublikował w 1757 szkocki architekt William Chambers.
Pierwotnie w pawilonie miał mieszkać ogrodnik, doglądający winorośli na wzgórzu Klausberg. Jednak budynek nigdy nie był zamieszkany.
W 1787 konieczne było odrestaurowanie pawilonu. Odtąd w budynku zamieszkał dozorca położonego nieopodal belwederu. Od 1934 w pawilonie mieści się lokal gastronomiczny.

## Architektura
Pawilon zbudowany jest na planie ośmiokąta w formie czteropiętrowej pagody. Nazwa pawilonu pochodzi od 16 pozłacanych rzeźb smoków zdobiących jego dach.

## Literatura
- Generaldirektion der Stiftung Schlösser und Gärten Potsdam-Sanssouci (wyd.): Potsdamer Schlösser und Gärten. Bau- und Gartenkunst vom 17. bis 20. Jahrhundert. Poczdam: UNZE VG mbH, 1993. ISBN 3-910196-14-4.Sprawdź autora:1. Brak numerów stron w książce